# 田宮嘉右衛門
田宮 嘉右衛門（たみや かえもん、1875年8月29日 - 1959年4月13日）は、日本の実業家。初代神戸製鋼所支配人、第5代神戸製鋼所社長。

## 経歴
愛媛県新居郡立川山村（現：新居浜市）出身。1890年、別子山村の小足谷尋常高等小学校卒業。1904年、鈴木商店入社。1905年、神戸製鋼所支配人となり、1911年、神戸製鋼所が鈴木商店から分離独立して株式会社となると、常務取締役に就任。1928年に専務取締役、1934年に取締役社長となり、1945年に社長を退いて相談役となった。戦後の1947年に公職追放指定を受けたが、1951年の解除後は再び相談役に就任した。また、播磨造船所社長、神戸銀行取締役などを歴任し、経済同友会名誉会員、神戸商工会議所顧問などもつとめた。
1958年9月、熱海において脳塞栓で倒れ、同年10月より神鋼病院で療養していたが、1959年4月13日に死去した。83歳没。同日付で従五位・勲三等に叙せられた。

## 人物
田宮は「至誠一貫」「和衷協同」の精神をかかげ、その生涯を創業期、戦中、戦後と神戸製鋼とともに歩み、神戸製鋼所中興の祖とされる。戦前より神戸製鋼所に銑鋼一貫生産体制を整えることを切望し、1959年、神鋼病院の病床で高炉完成の知らせを聞くと、そのほおに喜びの色が見えたという。